# Asienspiele 2022/Judo
Bei den Asienspielen 2022 wurden vom 24. bis 27. September 2023 insgesamt 15 Wettbewerbe im Judo ausgetragen, davon je sieben bei den Männern und bei den Frauen sowie ein Mixed-Wettbewerb. Austragungsort war das Xiaoshan-Linpu-Sporthalle.

## Bilanz

### Medaillenspiegel
| Platz  | Land                         | Gold | Silber | Bronze | Gesamt |
| ------ | ---------------------------- | ---- | ------ | ------ | ------ |
| 1      | Japan                        | 5    | 3      | 2      | 10     |
| 2      | Usbekistan                   | 3    | 2      | 4      | 9      |
| 3      | Chinesisch Taipeh            | 2    | —      | —      | 2      |
| 4      | Südkorea                     | 1    | 2      | 6      | 9      |
| 5      | China                        | 1    | 2      | 3      | 6      |
| 6      | Vereinigte Arabische Emirate | 1    | 1      | 3      | 5      |
| 7      | Tadschikistan                | 1    | 1      | 1      | 3      |
| 8      | Kirgisistan                  | 1    | —      | —      | 1      |
| 9      | Mongolei                     | —    | 2      | 4      | 6      |
| 10     | Kasachstan                   | —    | 1      | 4      | 5      |
| 11     | Nordkorea                    | —    | 1      | 1      | 2      |
| 12     | Libanon                      | —    | —      | 1      | 1      |
| 12     | Turkmenistan                 | —    | —      | 1      | 1      |
| Gesamt | Gesamt                       | 15   | 15     | 30     | 60     |

### Medaillengewinner
Männer
| Disziplin                      | Gold                      | Silber                      | Bronze                                          |
| ------------------------------ | ------------------------- | --------------------------- | ----------------------------------------------- |
| Superleichtgewicht (bis 60 kg) | Yang Yung-wei             | Lee Ha-rim                  | Chae Kwang-jin Magschan Schamschadin            |
| Halbleichtgewicht (bis 66 kg)  | Ryōma Tanaka              | Jondonperenlein Baschüü     | An Ba-ul Bayanmönkhiin Narmandakh               |
| Leichtgewicht (bis 73 kg)      | Murodjon Yuldoshev        | Soichi Hashimoto            | Tsend-Otschiryn Tsogtbaatar Behrus Chodschasoda |
| Halbmittelgewicht (bis 81 kg)  | Somon Mahmadbekow         | Lee Joon-hwan               | Abilaichan Schubanasar Yuhei Oino               |
| Mittelgewicht (bis 90 kg)      | Erlan Sherov              | Davlat Bobonov              | Aram Grigorian Caramnob Sagaipov                |
| Halbschwergewicht (bis 100 kg) | Muzaffarbek Turoboyev     | Batchujagiin Gontschigsüren | Dzhafar Kostoev Nurlichan Scharchan             |
| Schwergewicht (über 100 kg)    | Magomedomar Magomedomarov | Temur Rahimow               | Alisher Yusupov Kim Min-jong                    |

Frauen
| Disziplin                      | Gold               | Silber                 | Bronze                                  |
| ------------------------------ | ------------------ | ---------------------- | --------------------------------------- |
| Superleichtgewicht (bis 48 kg) | Natsumi Tsunoda    | Abiba Abuschakinowa    | Khalimajon Kurbonova Guo Zongying       |
| Halbleichtgewicht (bis 52 kg)  | Diyora Keldiyorova | Bishreltiin Khorloodoi | Lchagwasürengiin Sosorbaram Jung Ye-rin |
| Leichtgewicht (bis 57 kg)      | Lien Chen-ling     | Momo Tamaoki           | Maýsa Pardaýewa Park Eun-song           |
| Halbmittelgewicht (bis 63 kg)  | Miku Takaichi      | Tang Jing              | Esmigul Kujulowa Kim Ji-jeong           |
| Mittelgewicht (bis 70 kg)      | Shiho Tanaka       | Mun Song-hui           | Gulnoza Matniyazova Feng Yingying       |
| Halbschwergewicht (bis 78 kg)  | Ma Zhenzhao        | Rika Takayama          | Yoon Hyun-ji Iriskhon Kurbanbaeva       |
| Schwergewicht (über 78 kg)     | Kim Ha-yun         | Xu Shiyan              | Wakaba Tomita Amarsaichany Adjjaasüren  |

Mixed
| Disziplin  | Gold | Silber | Bronze | Bronze |
| ---------- | --- | --- | --- | --- |
| Mannschaft | JapanKen Oyoshi Ryōma Tanaka Yuhei Oino Gōki Tajima Hyōga Ōta Aaron Wolf Momo Tamaoki Natsumi Tsunoda Moka Kuwagata Shiho Tanaka Ruri Takahashi Wakaba Tomita | UsbekistanSardor Nurillaev Murodjon Yuldoshev Davlat Bobonov Muso Sobirov Shokhrukhkhon Bakhtiyorov Alisher Yusupov Shukurjon Aminova Diyora Keldiyorova Sevinch Isokova Gulnoza Matniyazova Rinata Ilmatova Iriskhon Kurbanbaeva | ChinaDaga Qing Xue Ziyang Hebilige Bu Sun Chuancheng Li Ruixuan Cai Qi Zhu Yeqing Feng Yingying Tang Jing Ma Zhenzhao Xu Shiyan | MongoleiTsend-Otschiryn Tsogtbaatar Jondonperenlein Baschüü Gantulgyn Altanbagana Bolor-Ochir Gereltuya Batchujagiin Gontschigsüren Odchüügiin Tsetsentsengel Lchagwasürengiin Sosorbaram Lchagwatogoogiin Enchriilen Nyam-Erdene Batsuuri Ichinkhorloo Munkhtsedev Amarsaichany Adjjaasüren Nominzul Dambadarjaa |